# لنفوگرانولوما ونروم
لنفوگرانولوما ونروم (به انگلیسی: Lymphogranuloma venereum) یک بیماری آمیزشی ناشایع است که توسط سروتیپ های L1، L2 و L2a یا L3 کلامیدیا تراکوماتیس ایجاد می‌شود.
این بیماری در اصل یک عفونت سیستم لنفاوی است. عفونت از طریق پوست وارد سیستم لنفی و غدد لنفی می‌شود. این بیماری ناشایع، بیشتر در کشورهای توسعه یافته خصوصاً در مردان همجنس‌گرا رخ می‌دهد.
بیماران ممکن است در مراحل اولیه زخم‌های تناسلی بدون درد داشته باشند که خود به خود بهبود می‌یابند (سه تا ده روز پس از عفونت). در مراحل بعدی غدد لنفاوی متورم و دردناک در ناحیه کشاله ران، اشکال در تخلیه لنفی، لنفانژیت و لنفادنیت محتمل است. گاه پروکتیت و سرویسیت نیز دیده می‌شود.

## تشخیص و درمان
چون کشت کلامیدیا دشوار است معمولاً تشخیص قطعی با آزمایش های سرولوژیک یا بررسی آنتی‌ژن کلامیدیا می‌باشد. یکی از بهترین راه‌های تشخیص جستجوی آنتی‌بادی ضد سرووارهای L1، L2 و L3 کلامیدیا تراکوماتیس توسط فیکساسیون کمپلمان یا میکروایمونوفلورسانس تست می‌باشد. درمان با آنتی‌بیوتیک‌هایی مانند داکسی سیکلین و آزیترومایسین است.